# Nazareth (album)
Nazareth – debiutancki album szkockiej grupy rockowej Nazareth, wydany w listopadzie 1971.

## Lista utworów
| 1.  | Witchdoctor Woman (Charlton, McCafferty)                     | 4:09  |
|     |                                                              |       |
| 2.  | Dear John (Agnew, Charlton, McCafferty, Sweet)               | 3:48  |
|     |                                                              |       |
| 3.  | Empty Arms, Empty Heart (Agnew, Charlton, McCafferty, Sweet) | 3:15  |
|     |                                                              |       |
| 4.  | I Had a Dream (Agnew, Charlton, McCafferty, Sweet)           | 3:23  |
|     |                                                              |       |
| 5.  | Red Light Lady (Agnew, Charlton, McCafferty, Sweet)          | 6:00  |
|     |                                                              |       |
| 6.  | Fat Man (Agnew, Charlton, McCafferty, Sweet)                 | 3:25  |
|     |                                                              |       |
| 7.  | Country Girl (Agnew, Charlton, McCafferty, Sweet)            | 4:05  |
|     |                                                              |       |
| 8.  | Morning Dew (Tim Rose, Bonnie Dobson)                        | 7:06  |
|     |                                                              |       |
| 9.  | The King Is Dead (Agnew, Charlton, McCafferty, Sweet)        | 4:47  |
|     |                                                              |       |
| 10. | Zip Sausage (Agnew, Charlton, McCafferty, Sweet)             | 3:25  |
|     |                                                              |       |
|     |                                                              | 43:23 |
|     |                                                              |       |

## Twórcy
- Dan McCafferty – wokal
- Dave Stewart – keyboard
- Darrell Sweet – perkusja
- Pete Wingfield – keyboard
- Pete York – perkusja
- Pete Agnew – bas, gitara
- Manny Charlton – gitara
- B.J. Cole – gitara